# 해장 음식
해장 음식(解酲飮食)은 숙취로 거북한 속을 풀기 위해 먹는 음식이다.

## 역사
숙취에 대한 민간 요법은 다양하다. 고대 로마인들은 대플리니우스(Pliny the Elder)의 권위에 따라 숙취 해소제로 생부엉이알이나 튀긴 카나리아를 선호한 반면, 1878년 파리 세계 박람회에서 소개된 "프레리 굴" 회복제는 우스터 소스와 섞인 생계란 노른자, 타바스코 소스, 소금, 후추를 요구한다. 938년에 리츠칼튼 호텔은 코카콜라와 우유를 섞은 형태의 숙취 해소제를 제공했다(일부 기록에서는 코카콜라 자체가 숙취 해소제로 발명되기도 했다). 알코올 중독 작가 어니스트 헤밍웨이는 토마토 주스와 맥주에 의존했다.
알려진 다른 숙취 치료법에는 더 많은 알코올이 포함된다. 예를 들어 블러디 메리(Bloody Mary) 또는 블랙 벨벳(샴페인과 흑맥주를 같은 비율로 구성)과 같은 칵테일이 있다.
1957년 미국 민속학자가 실시한 조사에서는 튀긴 음식, 토마토 주스 및 성행위의 효능에 대한 광범위한 믿음이 있음을 발견했다.

## 세계의 해장 음식

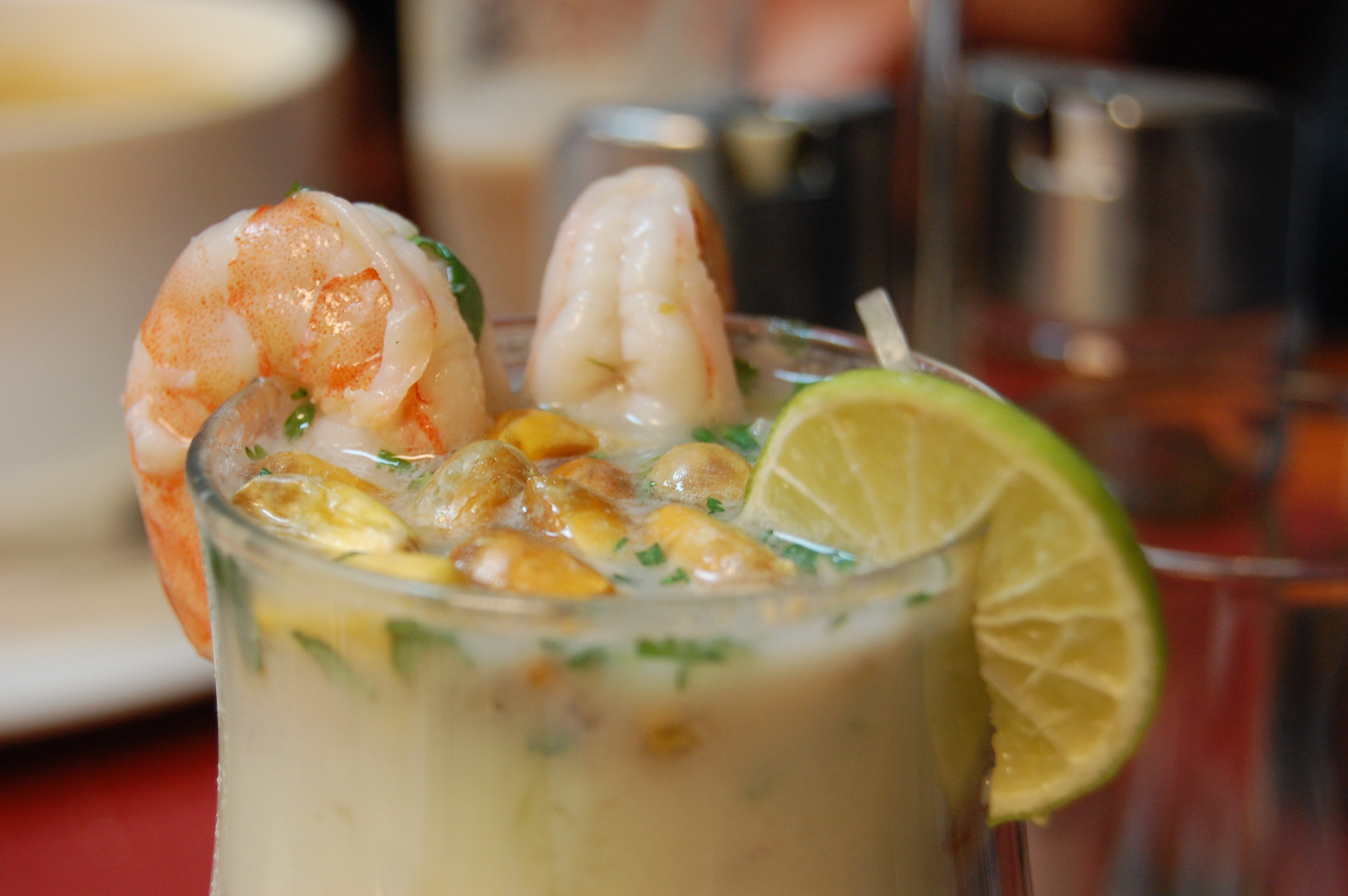
레체 데 티그레 (페루)
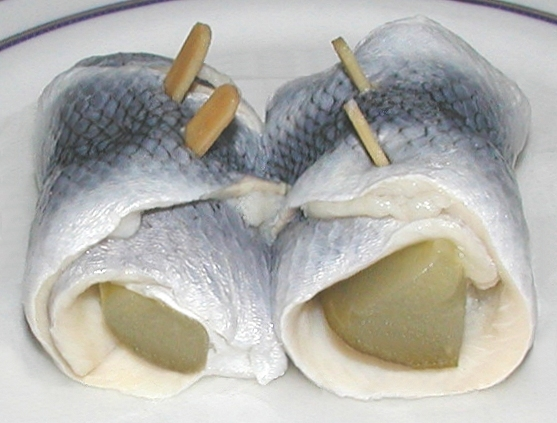
롤몹스 (독일)
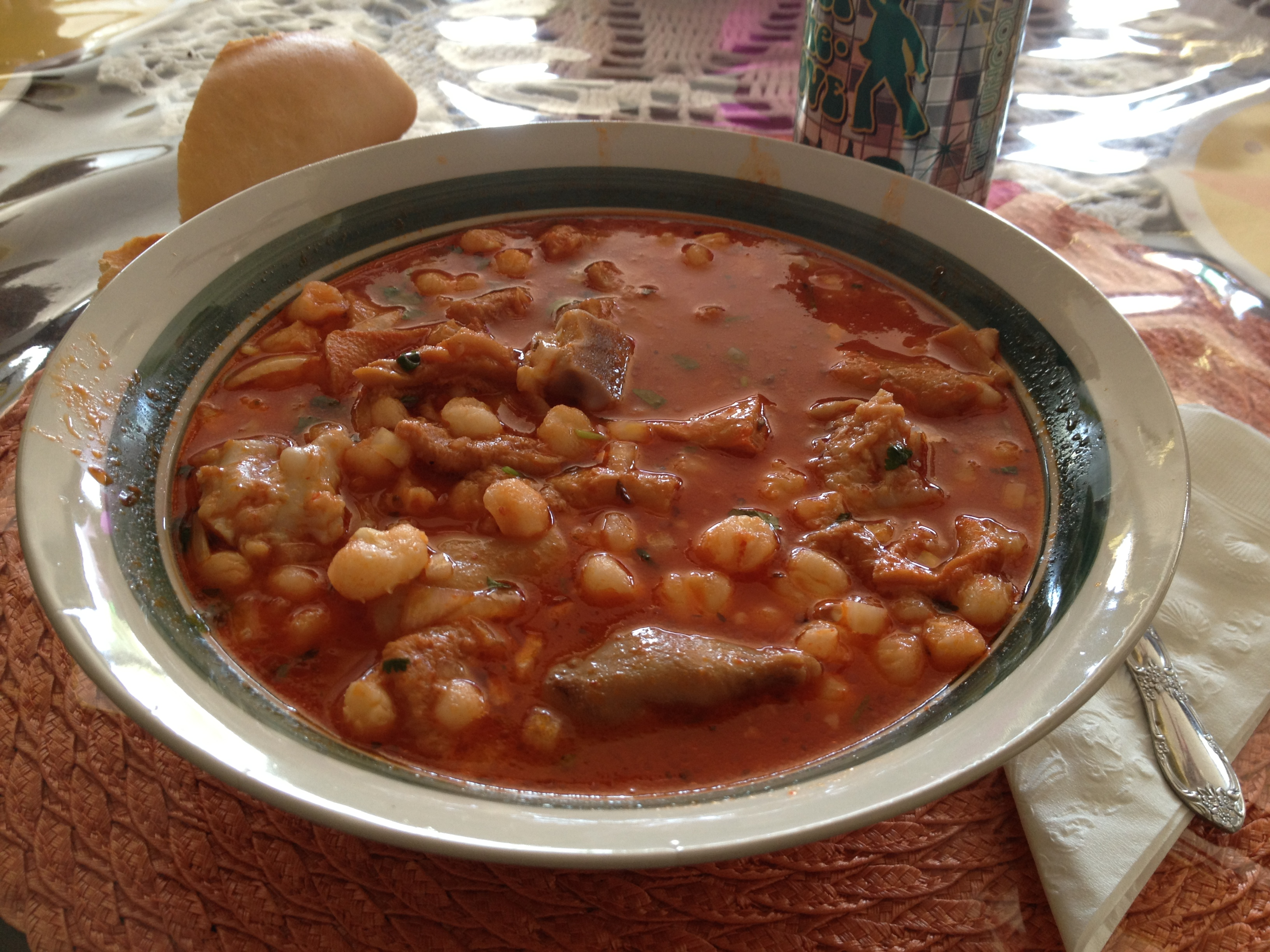
메누도 (멕시코)
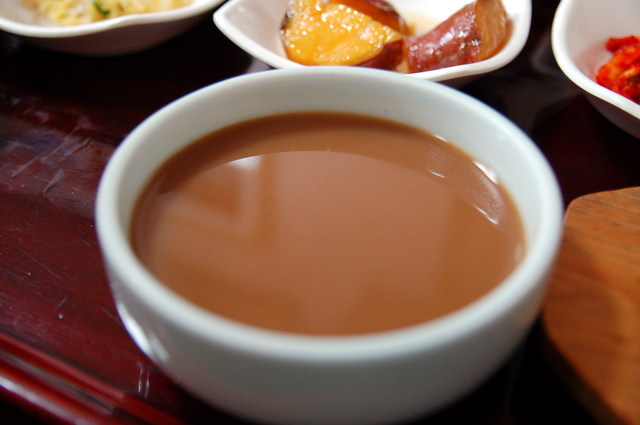
모주 (한국)
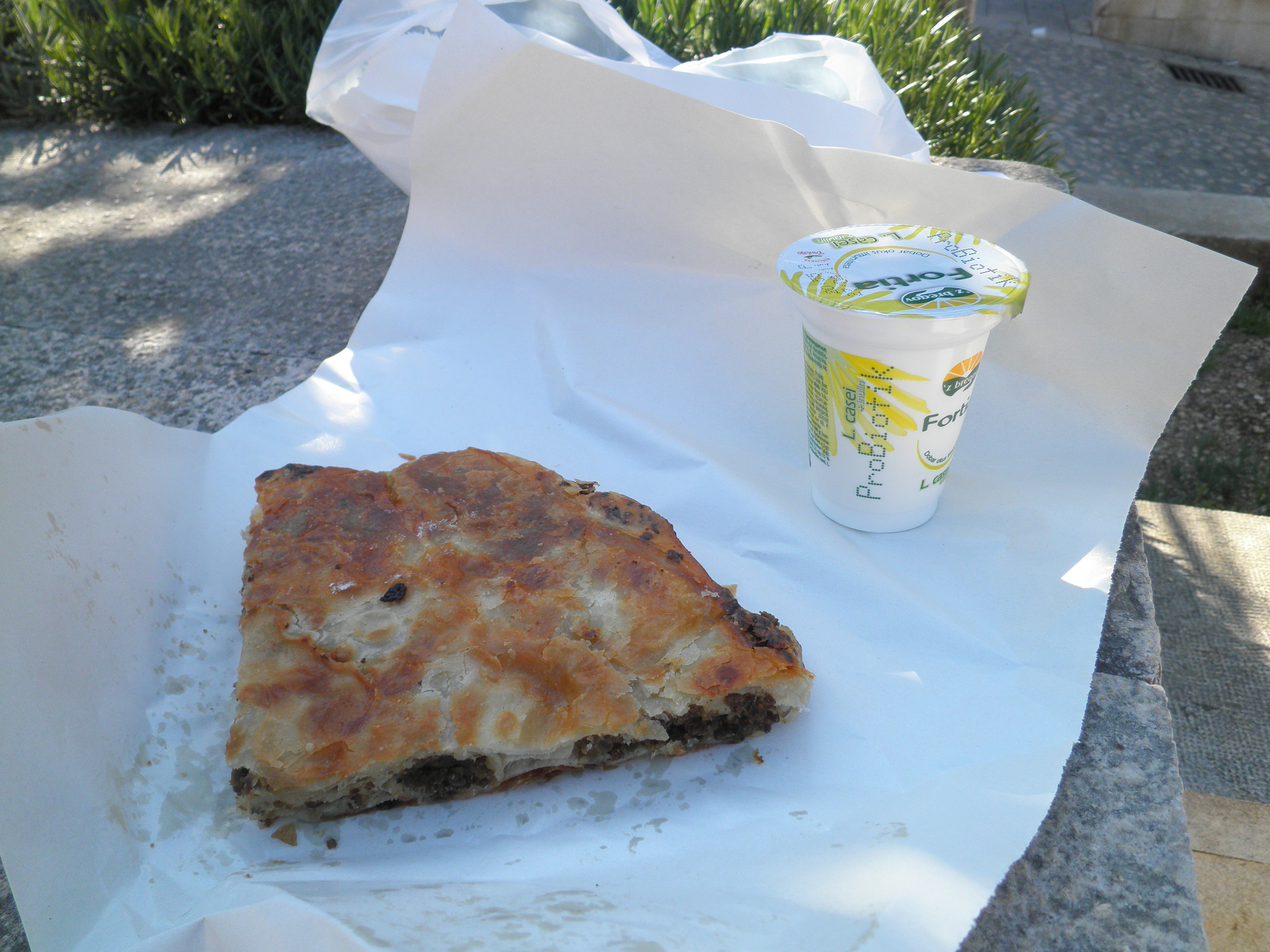
부레크 (크로아티아)
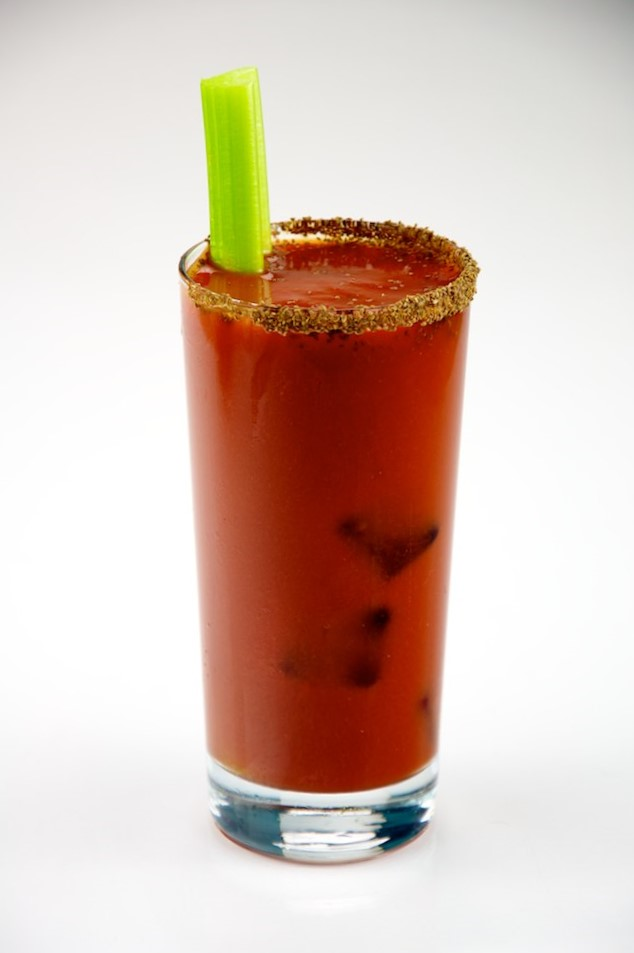
블러디 메리 (영국)
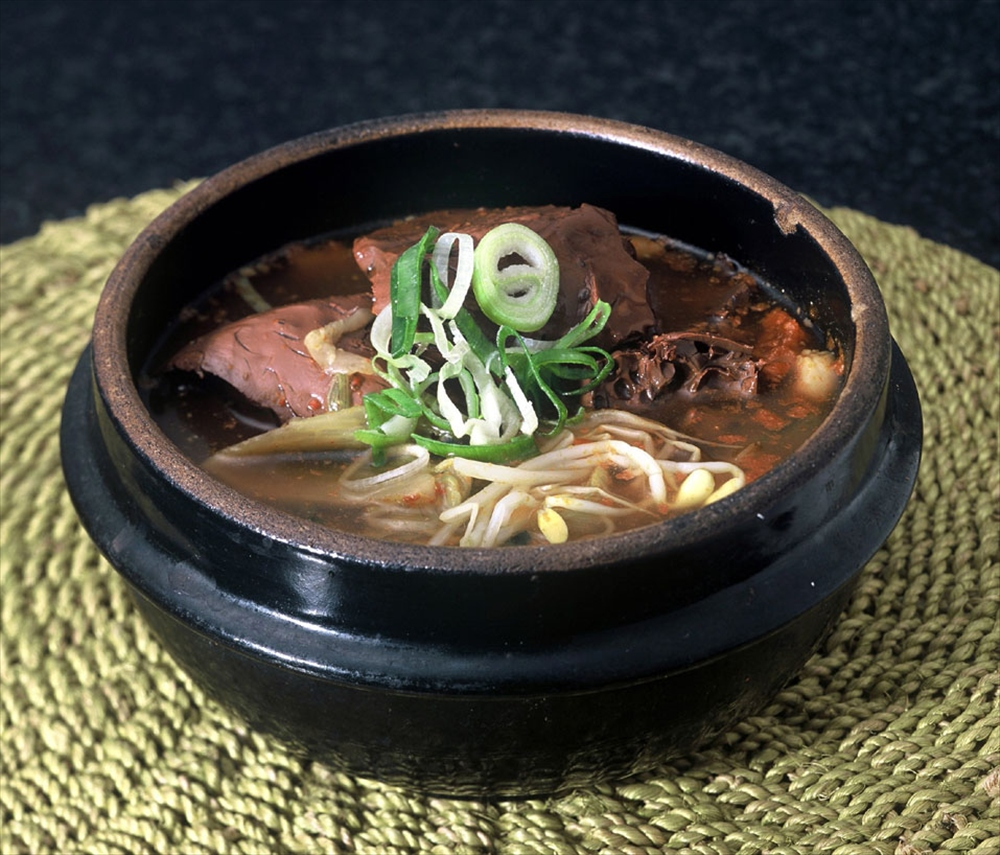
선지해장국 (한국)
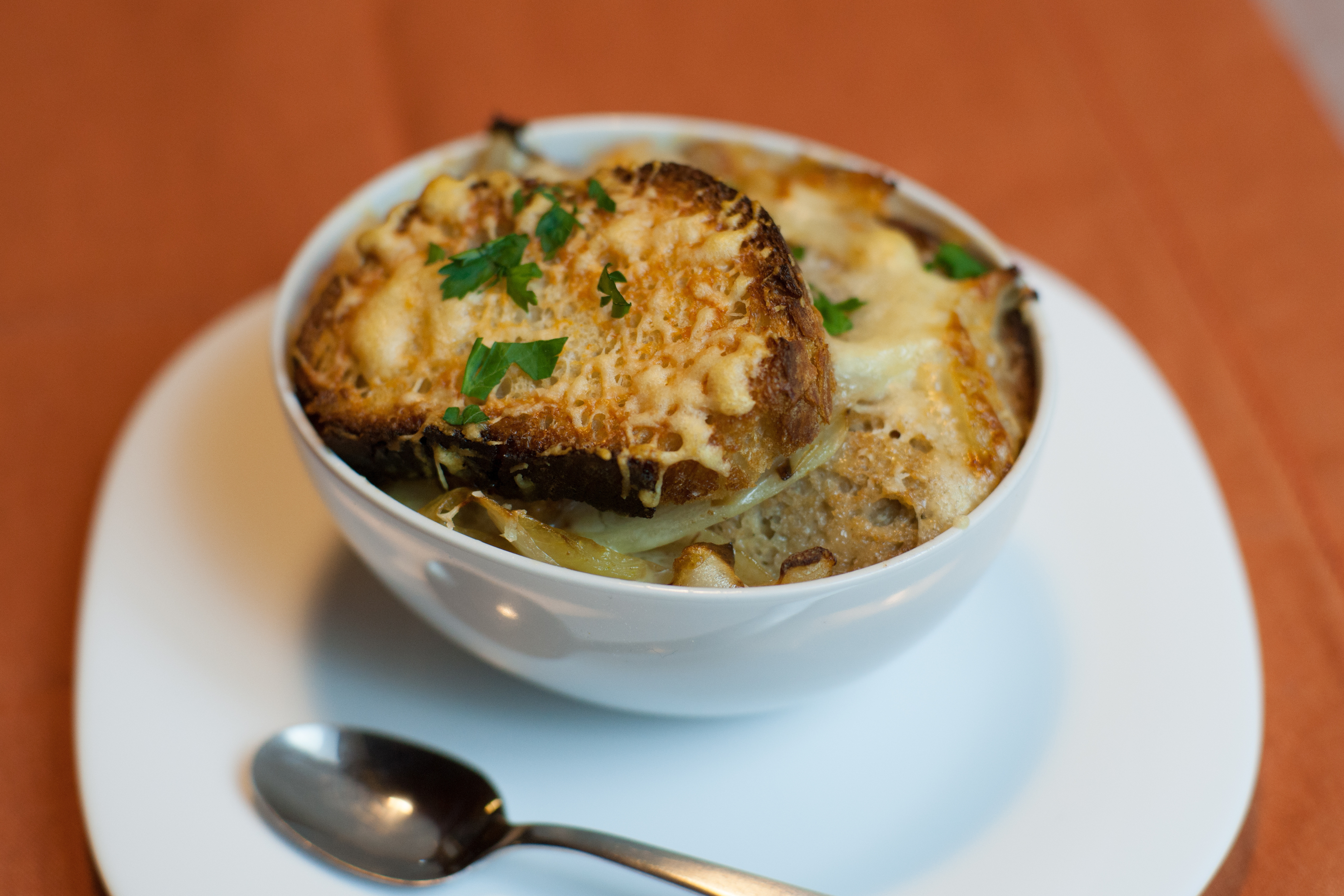
양파 수프 (프랑스)
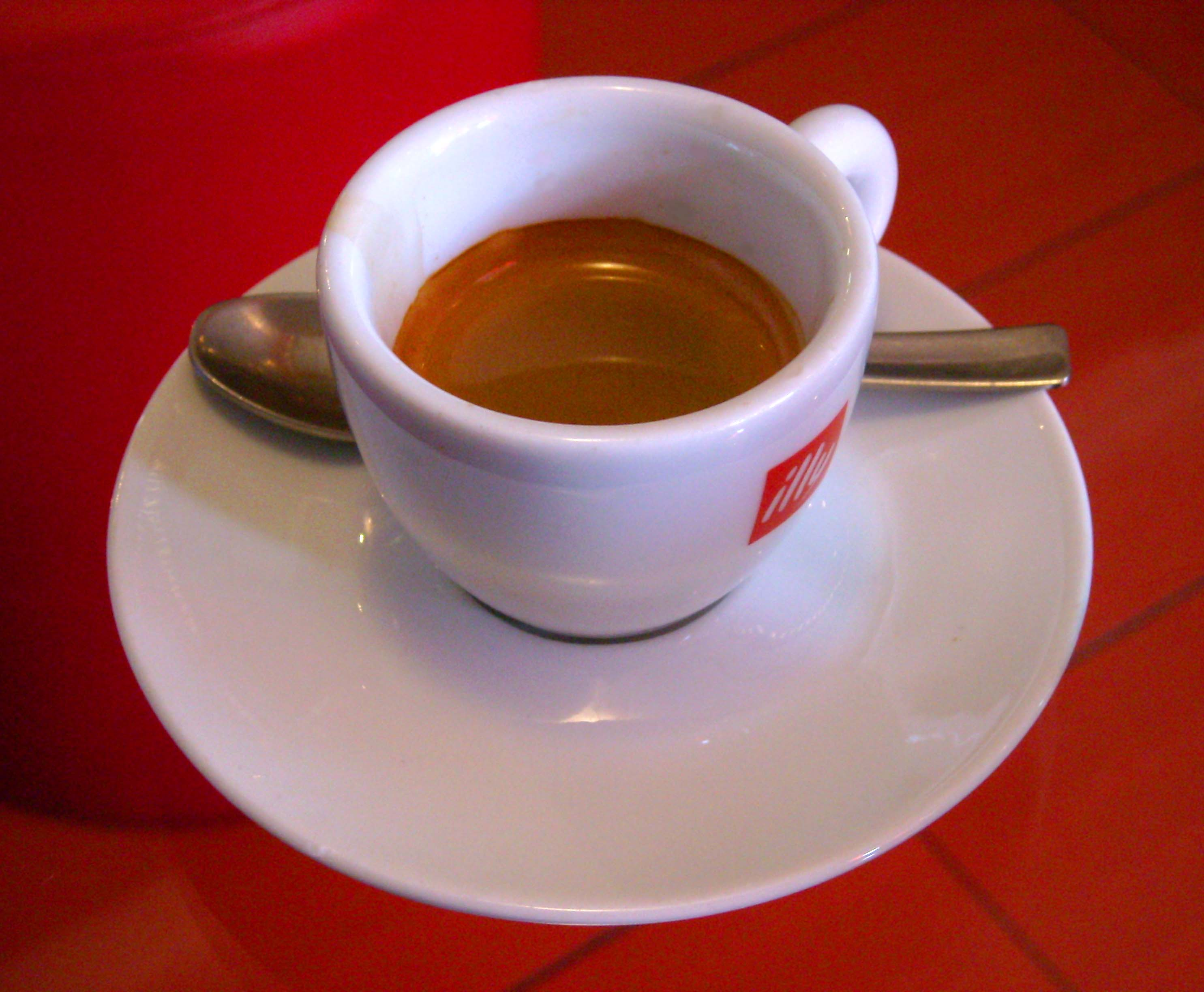
에스프레소 (이탈리아)
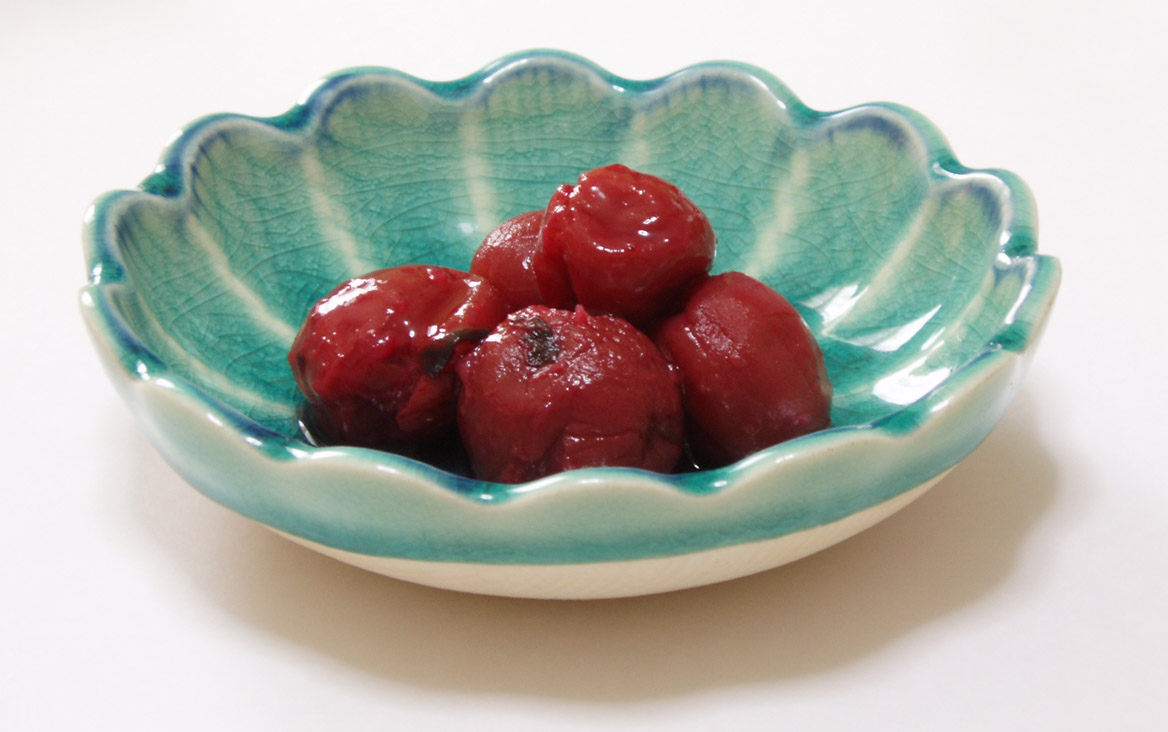
우메보시 (일본)
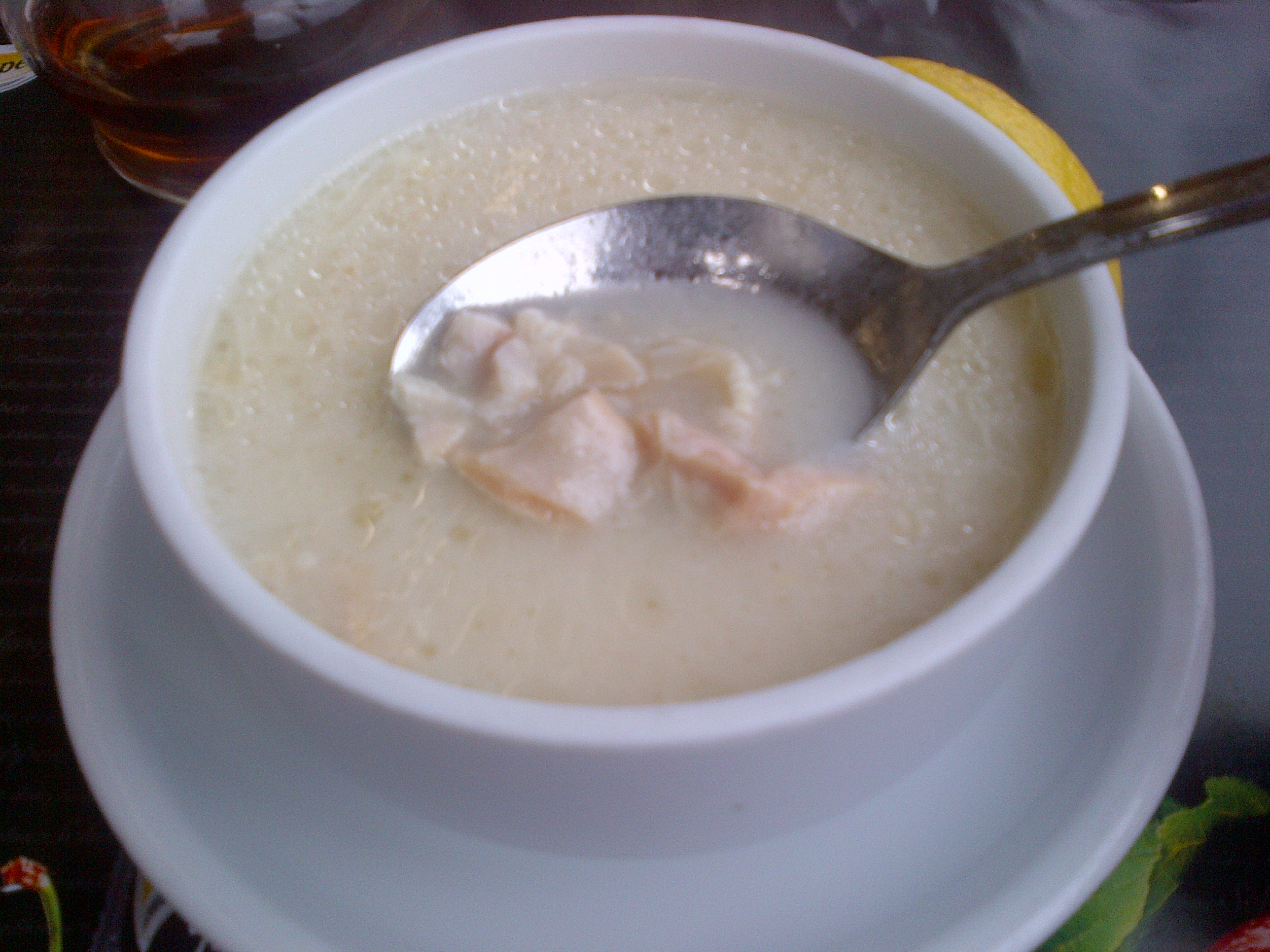
이슈켐베 (터키)
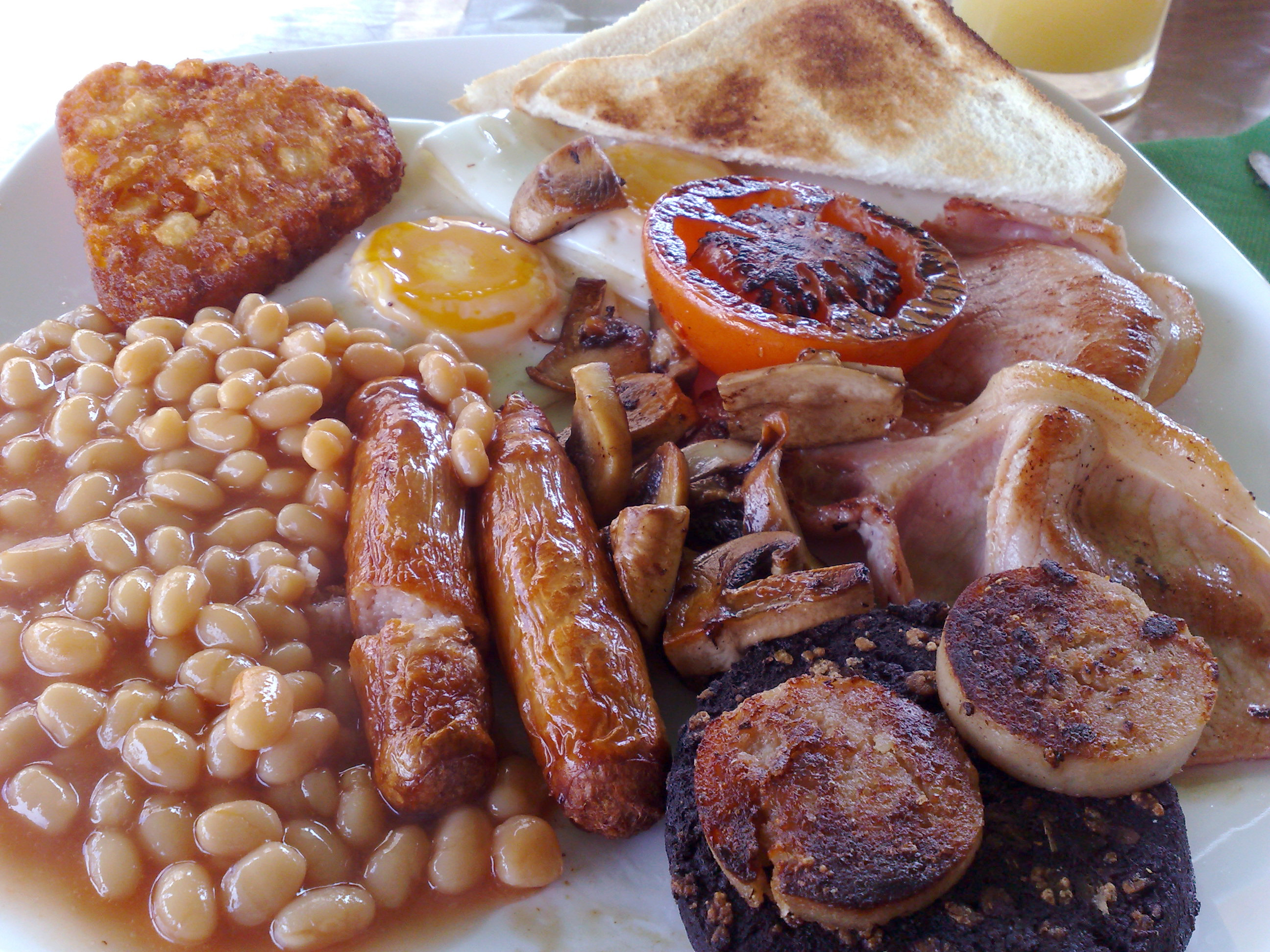
잉글리시 브렉퍼스트 (영국)
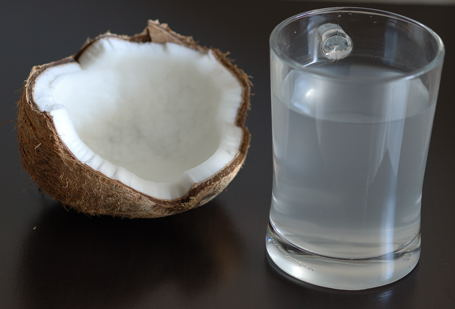
코코넛 워터 (방글라데시)
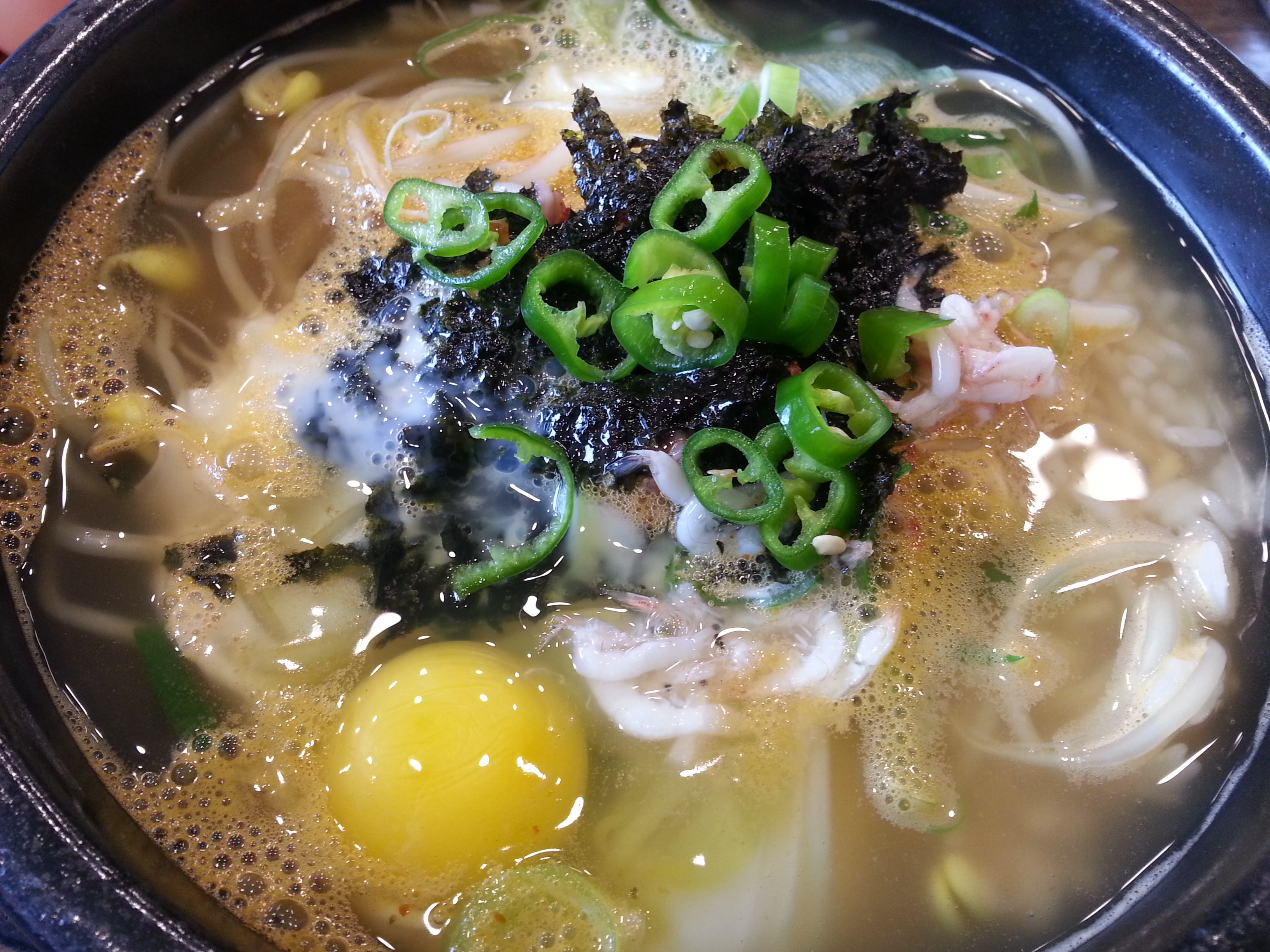
콩나물국밥 (한국)
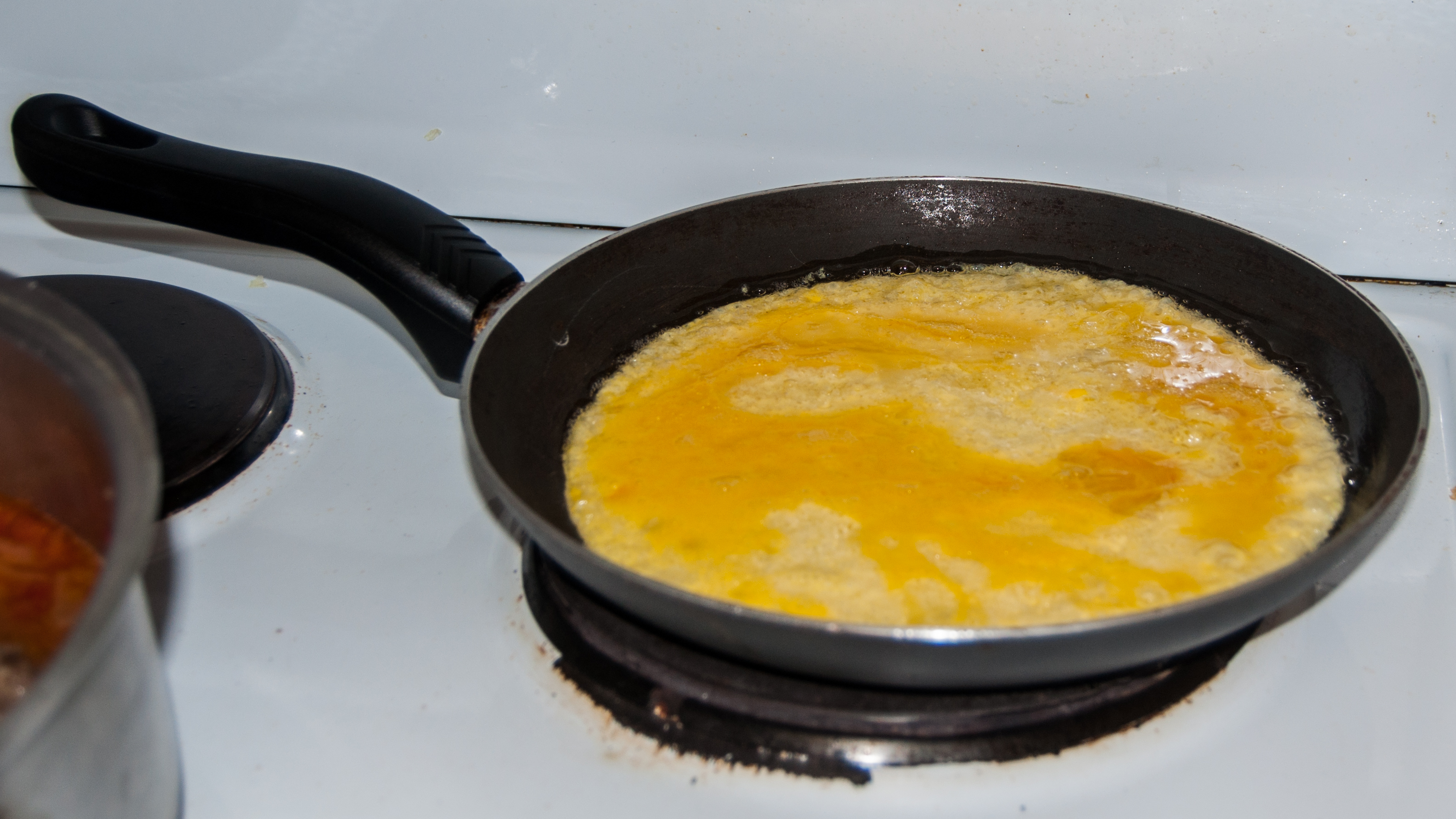
타조알오믈렛 (남아프리카공화국)
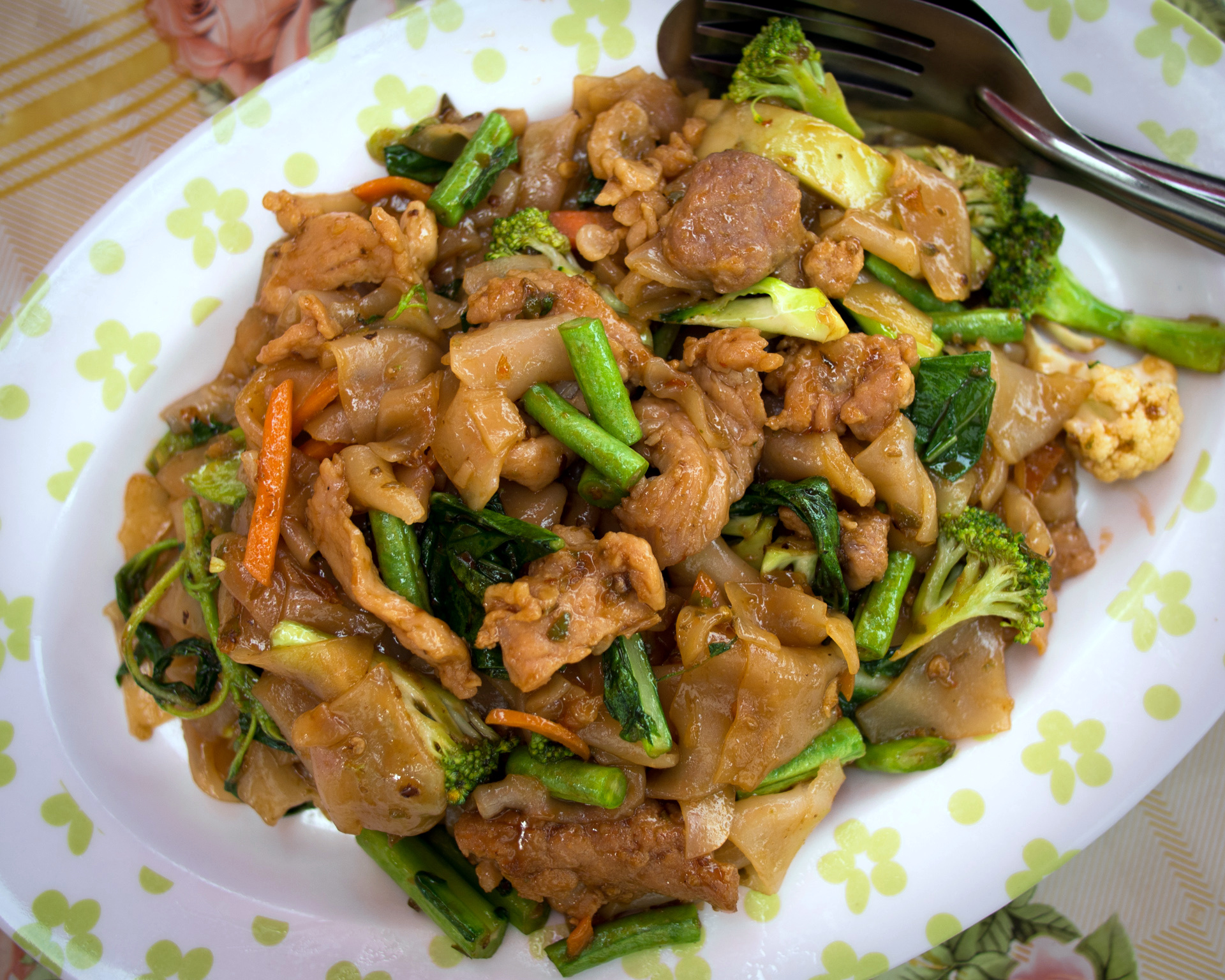
팟키마오 (태국)
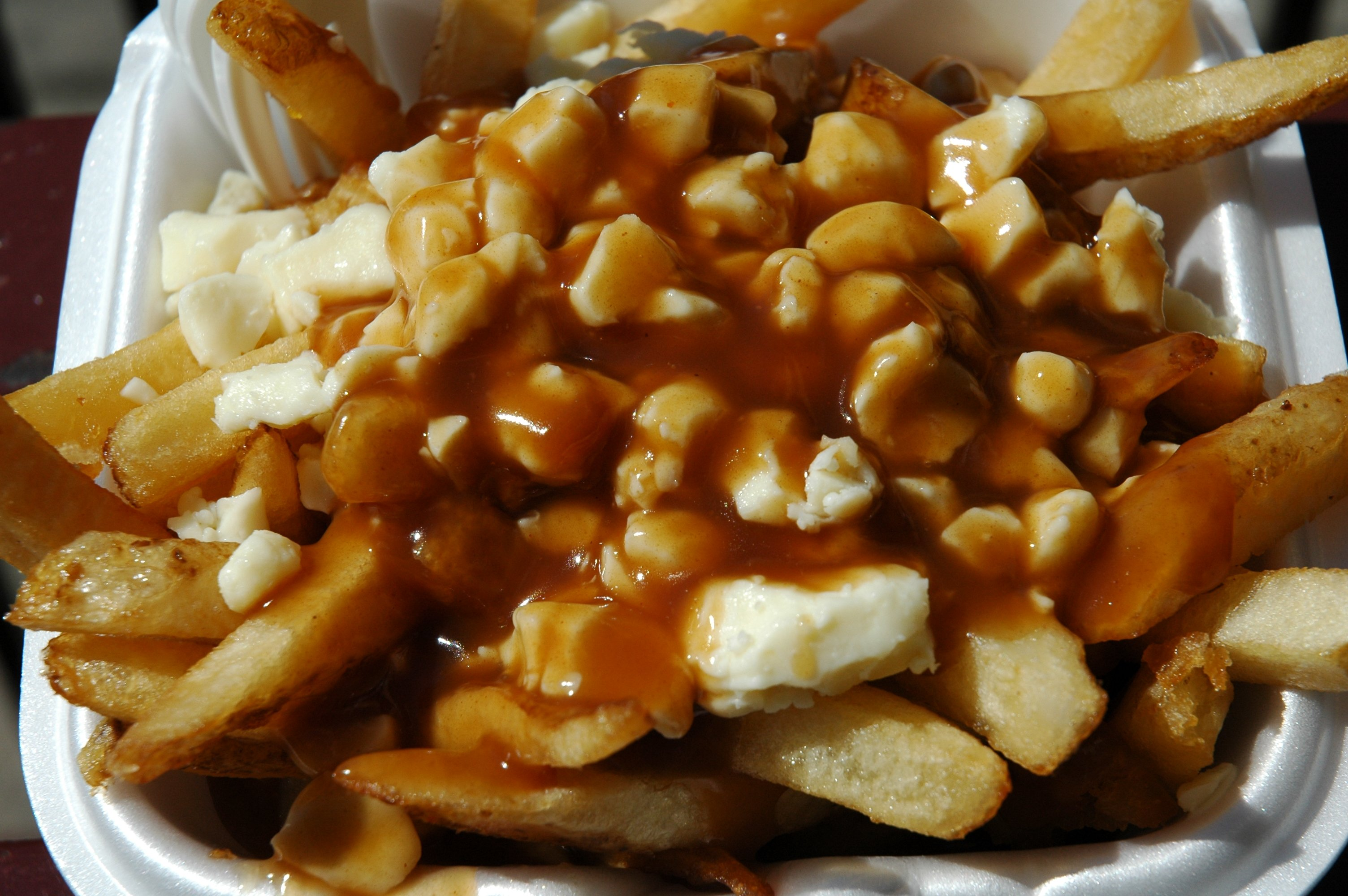
푸틴 (캐나다)
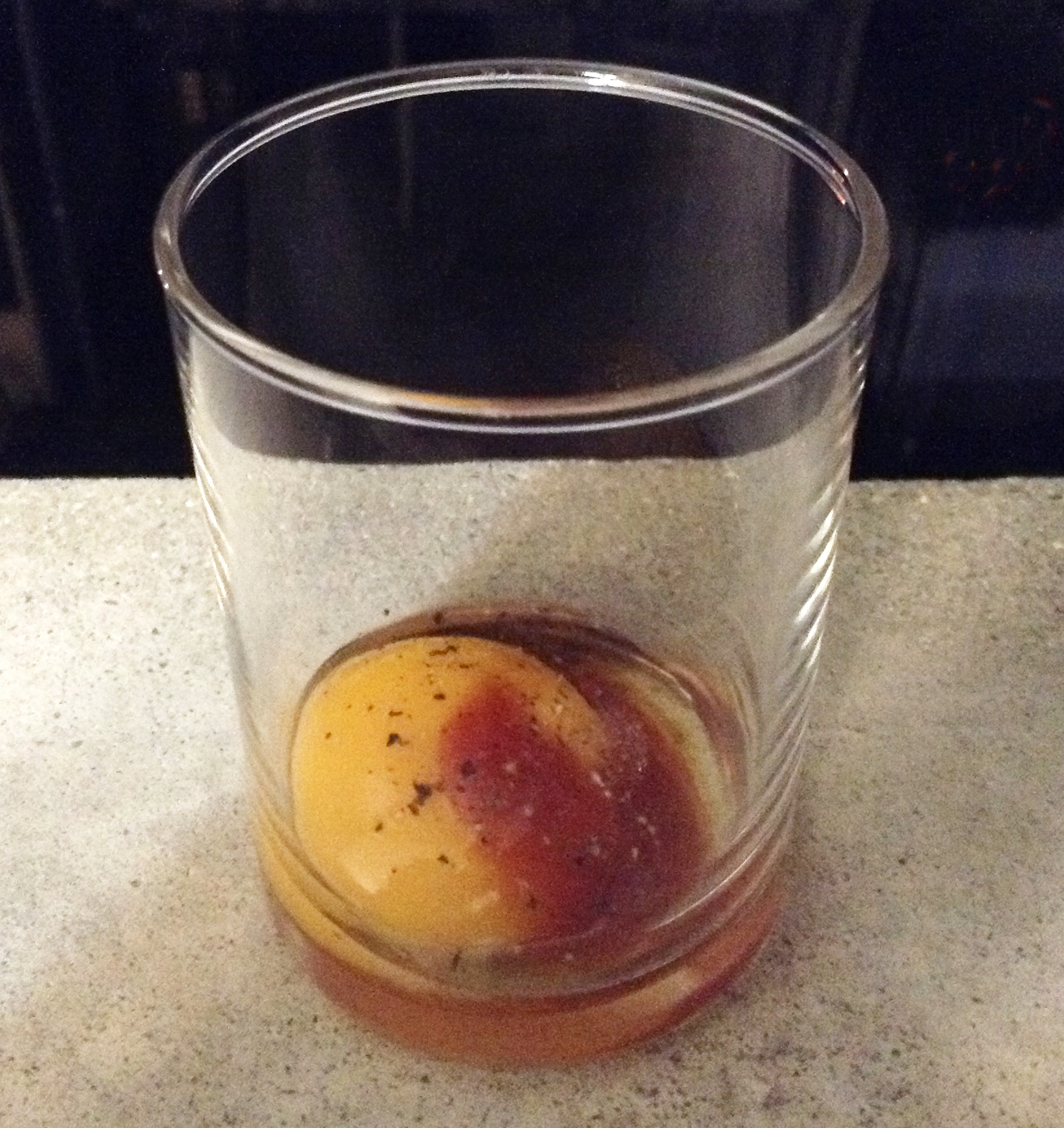
프레리 오이스터 (미국)
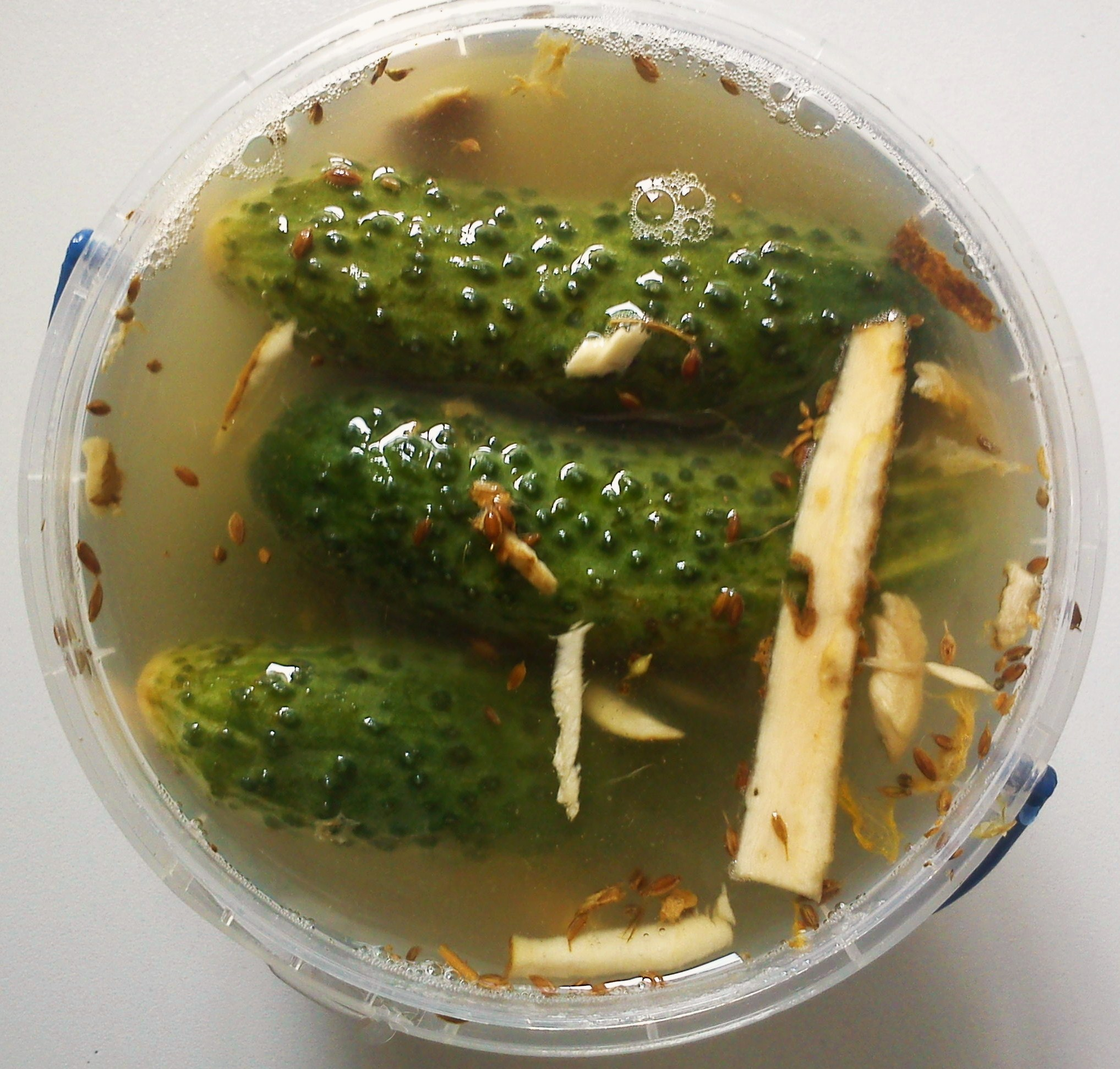
피클국물 (폴란드)
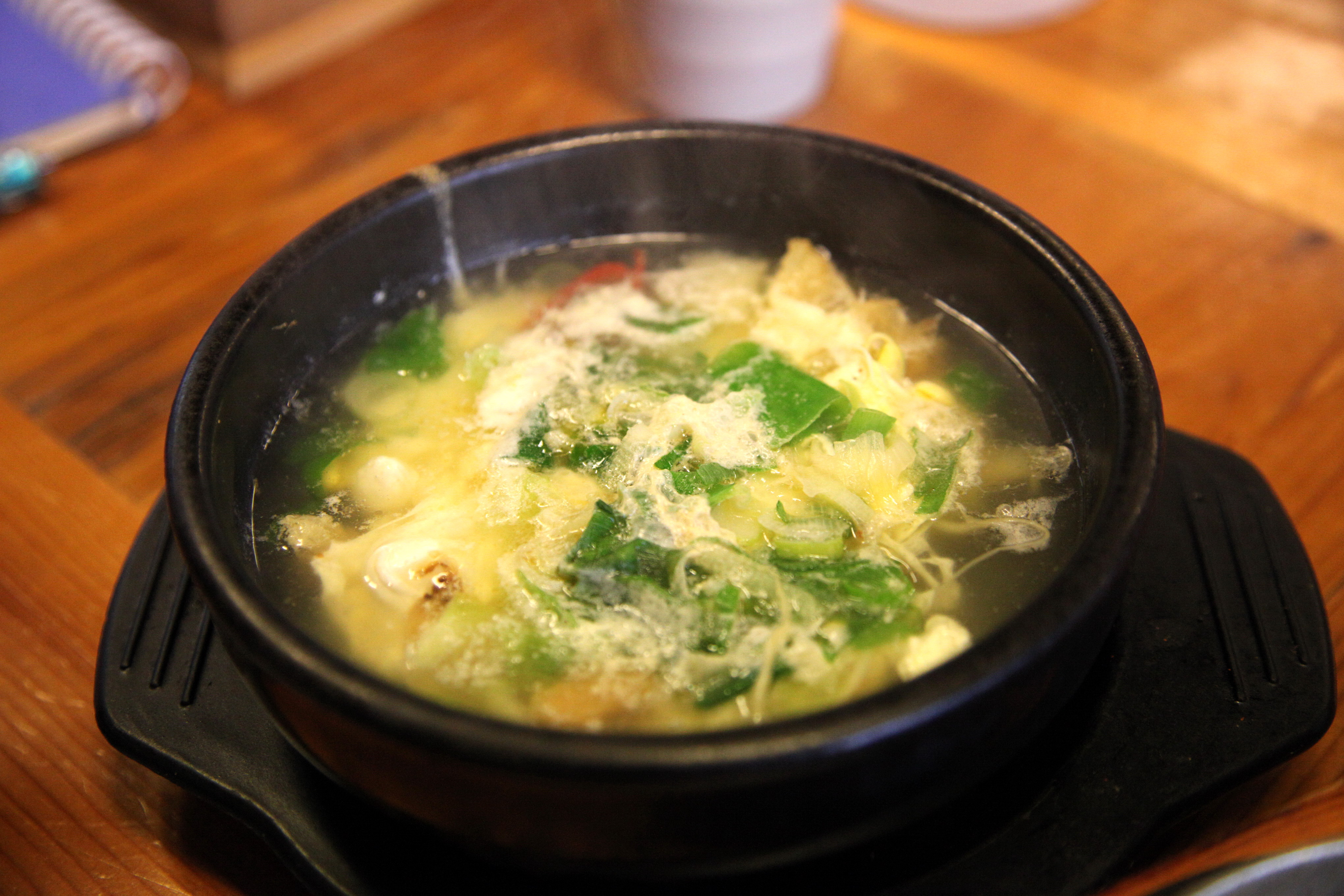
황태해장국 (한국)

## 같이 보기
- 해장술